# 김철진 (역도 선수)
김철진(1978년 10월 31일~)은 조선민주주의인민공화국의 역도 선수이다. 2008년 하계 올림픽에 조선민주주의인민공화국 대표 선수로 참가했다.